# Brandplekmosschijfje
Het brandplekmosschijfje (Neottiella ithacaensis) is een schimmel behorend tot de familie Pyronemataceae. Het leeft als biotrofe parasiet bij het gewoon krulmos (Funaria hygrometrica) en infecteert de rhizoïden en de gemmea. Het komt voor bij brandplekken. De oranje apothecia staan individueel of in groepen.

## Kenmerken
De apothecia (vruchtlichamen) zijn oranje van kleur met duidelijk vliezige rand en meten 1,5 mm in diameter.
De ascosporen zijn ellipsoïde, geornamenteerd met geïsoleerde wratten en meten 18-22 × 9-11 µm. Ze hebben meestal twee oliedruppels.

## Verspreiding
Het brandplekmosschijfje komt voor in Europa, namelijk in Tsjechië, Denemarken, Japan, Duitsland, Nederland, Spanje, Zwitserland en de Verenigde Staten. Het komt zeldzaam voor in Nederland. Het staat op rode lijst in de categorie 'Gevoelig' . 